# Noteonemertes novaezealandiae
Noteonemertes novaezealandiae är en djurart som tillhör fylumet slemmaskar, och som beskrevs av Gibson 2002. Noteonemertes novaezealandiae ingår i släktet Noteonemertes och familjen Amphiporidae.
Artens utbredningsområde är havet kring Nya Zeeland. Inga underarter finns listade i Catalogue of Life.